# Cuatro Caminos, Ixtacamaxtitlán
Cuatro Caminos är en ort i Mexiko.   Den ligger i kommunen Ixtacamaxtitlán och delstaten Puebla, i den sydöstra delen av landet, 130 km öster om huvudstaden Mexico City. Cuatro Caminos ligger 3 139 meter över havet och antalet invånare är 107.
Terrängen runt Cuatro Caminos är kuperad åt sydväst, men åt nordost är den bergig. Cuatro Caminos ligger uppe på en höjd. Runt Cuatro Caminos är det ganska tätbefolkat, med 239 invånare per kvadratkilometer. Närmaste större samhälle är Benito Juárez, 16,1 km söder om Cuatro Caminos. Omgivningarna runt Cuatro Caminos är en mosaik av jordbruksmark och naturlig växtlighet.